# Carolina Mariani
Pour les articles homonymes, voir Mariani.
Claudia Carolina Mariani Ambrueso, née le 11 août 1972 à Buenos Aires, est une judokate argentine.

## Carrière
Carolina Mariani est médaillée d'argent dans la catégorie des moins de 52 kg aux Championnats du monde de judo 1995, aux Jeux panaméricains de 1995, aux Jeux panaméricains de 1999 et à l'Universiade d'été de 1999 ; elle est également médaillée de bronze aux Jeux panaméricains de 1991.
Elle est la porte-drapeau de la délégation argentine aux Jeux olympiques d'été de 1996 à Atlanta ; elle participe aussi aux Jeux olympiques d'été de 1992 et aux Jeux olympiques d'été de 2000.